# Đảng Cần lao Nhân vị
Đảng Cần lao Nhân vị Việt Nam là một chính đảng quốc gia tồn tại và hoạt động tại miền Nam Việt Nam từ ngày 8 tháng 8 năm 1954 đến ngày 1 tháng 11 năm 1963, do Cố vấn Ngô Đình Nhu thành lập tại Sài Gòn với lãnh tụ Đảng là Tổng thống Ngô Đình Diệm, Đảng này tồn tại dựa trên chủ thuyết Nhân vị (Personalism) bằng việc kết hợp triết lý của triết gia Pháp Emmanuel Mounier và Nho giáo của triết gia Trung Quốc Khổng Tử. Bài hát của Đảng này là "Nhân dân Cách mạng Việt Nam".

## Lịch sử

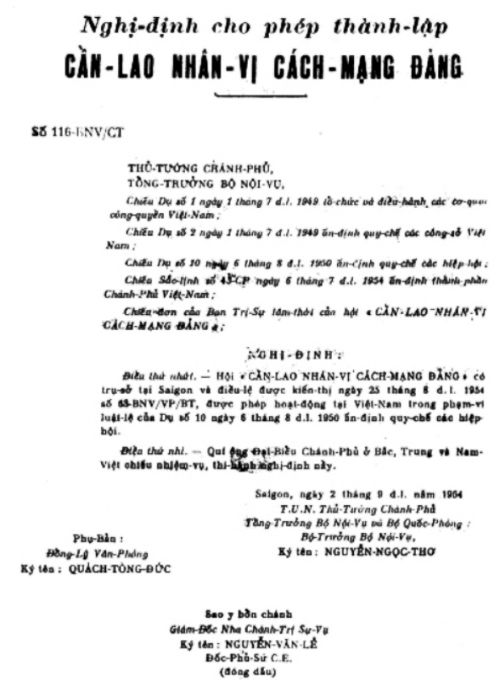
Nghị định cho phép thành lập Đảng Cần Lao thời Quốc gia Việt Nam

Từ năm 1950, Ngô Đình Nhu đã cho tập hợp một số nhân vật theo chủ nghĩa quốc gia, lập ra nhóm "Tinh thần" để bàn luận về chính sự. Trong số những thành viên phải kể Trần Quốc Bửu, Trần Văn Đỗ, Nguyễn Tăng Nguyên. Nhóm này còn cho xuất bản tờ Xã hội, mỗi tuần một số. Thành viên cũng tổ chức những buổi họp ở Sài Gòn, Đà Lạt, Huế, Hà Nội, và Hải Phòng.
Năm 1953, nhóm Tinh thần chính thức gia nhập chính trường, lấy tên là "Công nông Chánh Đảng" (chữ Nho: 工農政黨) .Cùng tham gia là Huỳnh Hữu Nghĩa, Ngô Đình Cẩn, Trần Trung Dung, Trần Chánh Thành, và Nguyễn Đình Thuần. Sang đầu năm 1954 thì danh xưng "Cần lao Nhân vị Cách mạng Đảng" (chữ Nho: 勤勞人位革命黨) ra đời. Đảng cũng được sự ủng hộ của một số tổ chức như Phong trào Dân chúng Liên hiệp và Hội Cựu chiến binh Cứu quốc.
Đảng chính thức ra mắt ngày 8 tháng 8 năm 1954 khi đảng viên ra tranh cử với tôn chỉ "Nhân vị + cộng đồng = đồng tiến". Năm 1955, Ngô Đình Nhu lên làm thủ lĩnh của Đảng Cần lao Nhân vị.
Sau cuộc đảo chính do lực lượng tướng lĩnh thuộc Quân đội Việt Nam Cộng hòa tiến hành dưới sự hậu thuẫn của Chính phủ Mỹ, lật đổ chính thể Đệ Nhất Cộng hòa và giết chết hai anh em Ngô Đình Diệm và Ngô Đình Nhu vào tháng 11 năm 1963, đảng này đã bị chế độ Đệ nhị Cộng hòa cấm hoạt động.

## Tổ chức
Đây là một đảng có danh nghĩa công khai nhưng lại có tổ chức gần như bí mật do vướng phải một nền tảng dân chủ và tự do theo Hiến pháp nước Việt Nam Cộng hòa. Đây là Đảng cầm quyền ở thời Đệ nhất Cộng hòa và các Đảng viên Đảng này nắm các chức vụ chủ chốt trong các cơ quan nhà nước, đặc biệt là các cơ quan an ninh và quân đội trong thời kỳ Ngô Đình Diệm nắm giữ chức vụ tổng thống của nền cộng hòa tại Nam Việt Nam.
Cùng với đảng Cần lao Nhân vị là tổ chức Phong trào Cách mạng Quốc gia của phía đảng này dùng để điều khiển nhiều đoàn thể khác như Liên đoàn Công chức Cách mạng Quốc gia. Phong trào Cách mạng Quốc gia ở Nam phần do Ngô Đình Nhu chủ tọa trong khi Phong trào ở Trung phần thuộc sự điều khiển của Ngô Đình Cẩn. Năm 1958 thì thành lập Đoàn Thanh Niên Cộng Hoà để đào tạo nhân sự thêm sâu rộng, nhất là ở các vùng nông thôn. Tính đến năm 1955 thì Đảng Cần lao Nhân vị mới chỉ có 10.000 đảng viên. Bốn năm sau thì con số đảng viên của Đảng này tăng vọt nhanh chóng lên đỉnh điểm thành 1.500.000. Nhận xét của một số chuyên gia là Đảng Cần lao Nhân vị Việt Nam dùng chung một mẫu với đảng Cộng sản Việt Nam tại Miền Bắc Việt Nam và Phong trào Cách mạng Quốc gia của phe Quốc gia ở Miền Nam Việt Nam được tổ chức như mặt trận Việt Minh của chính quyền Việt Nam Dân chủ Cộng hòa của đảng Lao động Việt Nam (hoặc ngày này là Mặt trận Tổ quốc Việt Nam của đảng Cộng sản Việt Nam) để củng cố địa vị của đảng.
Ngoài ra bên phụ nữ thì Đảng có Phong trào Liên đới Phụ nữ do bà dân biểu Trần Lệ Xuân (vợ ông Tổng bí thư Ngô Đình Nhu) lãnh đạo, mở lớp huấn luyện quân sự cho các thiếu nữ. Tổ chức này hình thành năm 1961 còn có các chức năng nhân văn từ thiện và ủy lạo như kêu gọi hiến máu, giao thuốc men đến dân quê, thăm viếng bệnh nhân trong nhà thương, viết thư thăm hỏi binh lính tiền tuyến.

## Các Đảng viên chủ chốt
- Ngô Đình Diệm: Chủ tịch đầu tiên và duy nhất của Đảng Cần lao, sau trở thành Tổng thống đầu tiên của Việt Nam Cộng hòa
- Ngô Đình Nhu: Tổng Thư ký đầu tiên và duy nhất của Đảng Cần lao, sau là cố vấn cho các chính sách của người anh trai Ngô Đình Diệm, đồng thời là Chủ tịch Tổng đoàn Thanh niên Cộng hòa
- Trần Lệ Xuân: vợ của Ngô Đình Nhu, giữ chức Chủ tịch Phong trào Liên đới Phụ nữ
- Ngô Đình Cẩn: cố vấn tại Trung Phần, lãnh đạo Đoàn Công tác Đặc biệt Miền Trung (cơ quan tình báo và mật vụ)
- Huỳnh Hữu Nghĩa
- Trần Kim Tuyến: lãnh đạo Sở Nghiên cứu Chính trị Xã hội (tức cơ quan tình báo)
- Trần Trung Dung
- Trần Chánh Thành: Chủ tịch Phong trào Cách mạng Quốc gia
- Lê Quang Tung
- Huỳnh Văn Lang
- Tôn Thất Đính: về sau tham gia đảo chính lật đổ Ngô Đình Diệm
- Đỗ Mậu: về sau tham gia đảo chính lật đổ Ngô Đình Diệm
- Nguyễn Văn Thiệu: về sau tham gia đảo chính lật đổ Ngô Đình Diệm
- Dương Văn Minh: về sau tham gia đảo chính lật đổ Ngô Đình Diệm